# کوایکر سیتی (اوهایو)
کوایکر سیتی، اهایو (به انگلیسی: Quaker City, Ohio) یک سکونتگاه مسکونی در ایالات متحده آمریکا است که در شهرستان گورنسی، اوهایو واقع شده‌است.

## خصوصیات
کوایکر سیتی ۱٫۳۷ کیلومترمربع مساحت و ۵۰۲ نفر جمعیت دارد و ۲۶۰ متر بالاتر از سطح دریا واقع شده‌است.